# José Luis Cuevas

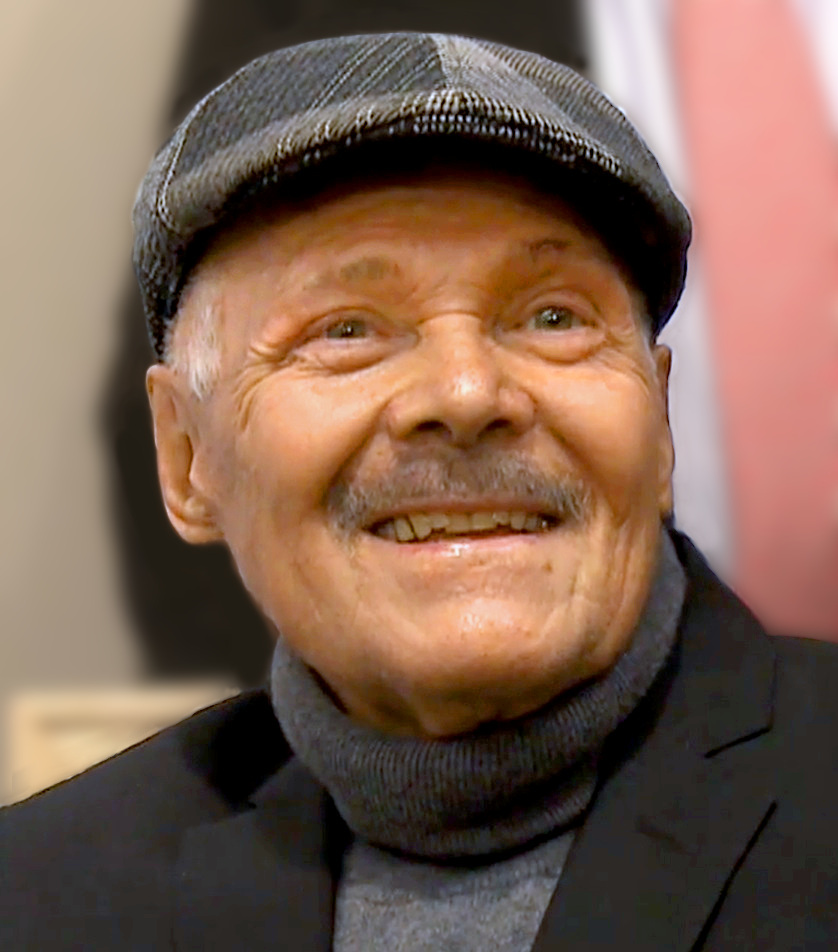
José Luis Cuevas, 2011

José Luis Cuevas (Mexico-Stad, 26 februari 1934 – aldaar, 3 juli 2017) was een Mexicaans tekenaar, kunstschilder en beeldhouwer.
Hij maakte deel uit van La Generacion Ruptura, een generatie kunstenaars aangeduid die breken (ruptura = breuk) met de tradities van de Mexicaanse School en het muralisme. Cuevas' kritiek op deze stroming komt het beste tot uitdrukking in het manifest La cortina del nopal dat in 1959 werd gepubliceerd.

## Biografie
Cuevas werd in 1934 in Mexico-Stad geboren. Op negenjarige leeftijd trad hij toe tot La Esmeralda, de Nationale School voor Schilder- en Beeldhouwkunst. Cuevas was te jong om de reguliere lessen te volgen en volgde daarom gedurende een semester de avondlessen, waarin naaktmodellen werden geschilderd. Toen Cuevas elf jaar oud was, werd hij ernstig ziek. Hij bezweek bijna aan een hartinfectie. Hij besloot niet terug te keren naar school en kan dus als autodidactisch kunstenaar gezien worden.
In 1954 had Cuevas zijn eerste tentoonstelling in de Pan American Union in Washington D.C.
In 1992 werd het Museo José Luis Cuevas geopend in Mexico-Stad. Naast een groot aantal werken van de hand van de kunstenaar zelf, bevat de collectie van het museum tekeningen van Picasso, Rembrandt en werk van generatiegenoten van Cuevas. De vrouw van de kunstenaar, Bertha, was tot haar dood in 2000 directeur van het museum.

## Werk
Cuevas was in de eerste plaats een tekenaar. Hij werkte met pen en/of inkt op papier. Later maakte hij tevens beeldhouwwerken.

### Door José Luis Cuevas
- Cuevas, J.L., 'The Cactus Curtain', Evergreen Review, vol. 2, nr. 7 ('The Eye of Mexico'), winter 1959, pp. 11-20.
- Cuevas, J.L. & Fuentes, C., 'Children of the Revolution: The Angry Young Men', Look Magazine, vol. 25, nr. 15, 18 juli 1961.
- Cuevas, J.L., Cuevas por Cuevas. Notas Autobiograficas/Cuevas by Cuevas. Autobiographical Notes, Mexico: Era, 1965.
- Cuevas, J.L., Confesiones de José Luis Cuevas, Mexico 1975.

### Over Cuevas
- ?, 'José Luis Cuevas, dibujando en la herida. Una entrevista a fondo, y polémica, con el gran pintor mexicano', Visión, vol. 84, nr. 3, 1995, pp. 25-26.
- Arnaldo, Javier, 'José Luis Cuevas, armado con su firma', Cuadernos hispano-americanos, nr. 175, 1998, pp. 15-18.
- Arnaldo, Javier, 'Una conversación con José Luis Cuevas en Madrid', Cuadernos hispano-americanos, nr. 175, 1998, pp. 19-28.
- Bermúdez, José Ygnacio, 'On Laughter and Death: A Word with Cuevas', Américas/Pan-American Union, vol. 27, nr. 6, juni 1975, pp. 30-35.
- Cancel, Luis R. (ed.), The Latin American Spirit: art and artist in the United States, 1920-1970, New York 1988.
- Fuentes, Carlos, El mundo de José Luis Cuevas, New York 1969.
- Foppa, Alaide, Confesiones de José Luis Cuevas, Mexico 1975.
- Gómez Sicre, José,'The Cuevas Phenomenon', Américas/Pan-American Union, vol. 20, nr. 11, november 1978, pp. 2-8.
- Lambert, Jean-Clarence, 'Les maladies secrètes de José Luis Cuevas', Colóquio, vol. 2, december 1986, pp. 42-45.
- Neuvillate, Alfonso de, 'Two Young Rebels in Mexican Painting', Américas/Pan-American Union, vol. 19, nr. 3, maart 1967, pp. 8-16.
- Portner, Leslie Judd, 'Mexican's Work Sold Out', Washington Post, 1 augustus 1954.
- Prampolini, Ida Rodríguez, Ensayo sobre José Luis Cuevas y el dibujo, Mexico 1988.
- Rodman, Selden, Insiders: Rejection and Rediscovery of Man in the Arts of Our Time, Louisiana 1960.
- Taibo, Paco Ignacio, 'The Museo José Luis Cuevs', Americas, vol. 46, nr. 5, september/oktober 1994, pp. 50-51.
- Traba, Marta, Los cuatro monstruos cardinales (Bacon, Dubuffet, Cuevas, De Kooning), Mexico 1965.
- Valdés, Carlos, José Luis Cuevas, Mexico 1966.